# Chroming Rose
Chroming Rose — немецкая рок-группа, изначально игравшая в жанре спид-метал.

## История группы
Группа была основана в 1985 году. В первоначальный состав входили гитарист Матц Менде, вокалист Вотан, басист Харри Штейнер и барабанщик Тино Менде. Вскоре на место Вотана пришёл вокалист по прозвищу Ора, с которым группа записала демо Born to Destroy. Но вскоре его заменил Герд Салевски, ранее певший в группе Stranger. В 1990 году группа подписала контракт с лейблом  EMI и был выпущен дебютный альбом Louis XIV, продюсером которого стал Томми Хансен, ранее работавший с Helloween. На заглавную песню альбома был выпущен клип. Сразу после выхода альбома ушёл гитарист и основной композитор Матц Менде. Его место занял Рикки Риггер, также из группы Stranger.
В следующем году группа выпустила альбом Garden of Eden, выдержанный в том же стиле что и Louis XIV. Chroming Rose открывали концерты Saxon и отправляется в турне вместе с U.D.O. и Pink Cream 69. Группа добилась успеха в Японии. Музыканты выступали вместе с бразильской пауэр-метал группой Viper и шведами Treat. Начиная со следующего альбома Pressure, группа стала отходить от спид-метала и всё больше тяготеть к хард-року. В 1993 году из группы был уволен Герд Салевски. Новым вокалистом стал Том Райнерс. Обновлённая группа выпустила студийный альбом New World и концертник Art Works Live Now. В 1999 году группа выпустила свой последний альбом Insight и вскоре распалась.

## Дискография
Студийные альбомы
- Louis XIV (1990)
- Garden of Eden (1991)
- Under Pressure (1992)
- New World (1995)
- Insight (1999)

Мини-альбомы
- Private (1999)

Концертные альбомы
- Art Works Live Now (1995)

Синглы
- «Louis XIV» (1990)
- «Power and Glory» (1990)
- «Hell in My Eyes» (1991)
- «Time Will Never Change» (1991)

## Состав
Последний состав
- Harry «Bex» Steiner — бас-гитара (1985—2001)
- Tino «Tane» Mende — ударные (1985—2001)
- S. C. Wuller — гитара(1988—2001)
- Tom Reiners — вокал (1993—2001)

Бывшие участники
- Matthias Mende — гитара (1985—1990)
- Gerd Salewski — вокал (1988—1993)
- Rikki Rieger — гитара (1990—1992)
- Cornel Schneider — гитара (1992—1993)
- Reno Wendschuh — гитара (1992)